# Ministère des Affaires étrangères et des Cultes
Le Ministère des Affaires étrangères et des Cultes  (MAE) est un ministère du gouvernement d'Haïti chargé des Affaires Étrangères et des Cultes en Haïti.

## Missions
Le Ministère des Affaires Étrangères supervise les ambassades et consulats d'Haïti à l'étranger et des relations avec les représentations diplomatiques en Haïti.
Le Ministère des Affaires Étrangères étudie et analyse des problèmes spécifiques d’ordre juridique, politiques, social, économique, culturel, de relations publiques et de coopération internationale, et accomplit des missions que lui confie le Ministre et qui porte sur des questions liées aux activités du Ministère des Affaires Étrangères. 
Le Bureau de Contrôle et d’Inspection assure le contrôle périodique des missions diplomatiques et consulaires d’Haïti à l’étranger et prépare à l’intension du Ministre des rapports relatifs au fonctionnement de ces missions.
Le Bureau du Protocole a la compétence pour toutes questions relatives au cérémonial diplomatique et officiel, à l’étiquette, aux préséances, aux privilèges et immunités et a la courtoisie diplomatique.  
Le Bureau du Protocole fournis assistance aux corps Diplomatique et Consulaires, aux Organisations Internationales et aux Organismes de Coopération en ce qui concerne leur installation et fonctionnement en Haïti.
La Direction des Affaires Politiques centralise les données concernant les activités des gouvernements étrangers, en particulier ceux qui entretiennent des relations diplomatiques avec Haïti. Elle est aussi chargée de l’information et des relations avec la presse, de la préparation et de la diffusion du Bulletin du Ministère des Affaires Etrangères.
La Direction des Institutions Internationales Congrès et Conférences centralise les données concernant les activités des Organisations internationales.

## Autres personnalités
1. Fernando Estimé, Diplomate, ex-employe du Ministère.